# 多久茂澄
多久 茂澄（たく しげすみ）は、江戸時代後期の武士。肥前国佐賀藩士。多久鍋島家（後多久氏）10代当主。

## 略歴
9代多久邑主・多久茂鄰の三男として誕生。文化11年（1814年）、請役家老だった父・茂鄰が、藩財政の悪化の責任を取らされ隠居を命じられたため、家督を相続した。
幼いころより聡明で才知に富み、文政9年（1826年）3月、藩主・鍋島斉直より参政を命じられ、11月には僅か16歳で当役（請役家老）となるが、天保元年（1830年）、斉直が隠居して斉正が藩主となると、しだいに藩政から遠ざけられる。
天保6年（1835年）5月10日、佐賀城二の丸で火災が起こり、役所が多久屋敷に移され往来が頻繁になったことで、天保7年（1836年）、屋敷が隣接する深堀領主鍋島茂長の嫡男茂勲の正室お區（まち）との不義密通が発覚した。お區は、茂澄の正室お為や藩主斉正（直正）の妹であった。10月に茂澄は職を解かれ、藩主斉正より謹慎を命じられた。本来死罪となるところ、斉正と先代藩主斉直が相談の上、12月20日に知行を召し上げ浪人を命じられる。翌日21日に、嫡子松千代（茂族）に改めて知行7000石が与えられた。これを「多久の一夜浪人」と呼ばれる。
天保8年（1837年）1月、一睡と改名し、天保14年（1843年）1月6日没した。享年32。菩提寺の円通寺に葬られた。没収された知行は、天保14年（1843年）3月、先祖の功績により元に戻されている。